# David Ormsby-Gore
William David Ormsby-Gore (ur. 20 maja 1918, zm. 26 stycznia 1985) – brytyjski arystokrata i polityk, syn Williama Ormsby-Gore’a, 4. barona Harlech i lady Beatrice Cecil, córki 4. markiza Salisbury. Kształcił się w Eton College i Oksfordzie.

## Początki kariery
Podczas II wojny światowej służył w sekcji wywiadowczej Phanton. Po wojnie brał udział w życiu politycznym kraju jako polityk Partii Konserwatywnej. W 1950 r. został wybrany do Izby Gmin z okręgu Oswestry. W niższej izbie brytyjskiego parlamentu zasiadał do 1961 r. W tym czasie był m.in. niższym urzędnikiem w Foreign Office za czasów premiera Macmillana (który był teściem siostry Ormsby-Gore’a), a także stanął na czele nastawionego antysowiecko Towarzystwa Angielsko-Białoruskiego.
Kiedy wybory prezydenckie w USA wygrał John F. Kennedy, Ormsby-Gore został mianowany brytyjskim ambasadorem w Waszyngtonie. Stanowisko objął w 1961 r. Ormsby-Gore znał Kennedych z czasów gdy ojciec prezydenta-elekta, Joseph P. Kennedy Sr., był amerykańskim ambasadorem w Londynie. Nawiązał też bliższe relacje z Johnem i jego młodszym bratem Robertem.

## Ambasador w Stanach Zjednoczonych
Pół roku po objęciu przez Kennedy’ego urzędu prezydenta, Ormsby-Gore zjawił się w Waszyngtonie. Podobno próbował przemycić w swoim bagażu dyplomatycznym kubańskie cygara. Przez prezydencką administrację był zwany naszym typem ambasadora (our kind of Ambassador), Ormsby-Gore był częstym gościem (niektórzy mówili nawet, że „stałym rezydentem”) Białego Domu. Był uznawany za bliskiego przyjaciela rodziny Kennedych. Po zabójstwie prezydenta w 1963 r. pojawiły się plotki o romansie ambasadora z wdową po prezydencie, Jacqueline Kennedy. Podczas pogrzebu Johna F. Kennedy’ego, Ormsby-Gore był jedną z osób niosących trumnę prezydenta (pozostałymi byli: Robert F. Kennedy, Robert McNamara, John Glenn, Averell Harriman, C. Douglas Dillon, Kirk Billings, Stephen Smith, David Hackett, Jim Whittaker i John Seigenthaler.
Za prezydentury Lyndona Johnsona relacje z Białym Domem stały się bardziej oficjalne, ale pozostały przyjazne. Dzięki temu Ormsby-Gore utrzymał się na tym stanowisku aż do zmiany rządu w Wlk. Brytanii z konserwatywnego na laburzystowski w 1964 r. Rok później Ormsby-Gore został odwołany ze stanowiska ambasadora. Jego miejsce zajął sir Patrick Dean.

## Po powrocie do Anglii
Jeszcze w 1964 r. odziedziczył tytuł barona Harlech oraz przysługujące mu miejsce w Izbie Lordów. Po powrocie do kraju zajął przysługujące mu miejsce w izbie wyższej parlamentu. Wkrótce przeżył dwie tragedie rodzinne. W 1967 r. jego żona zginęła w wypadku samochodowym, a jego syn popełnił samobójstwo w 1974 r. W późniejszych latach lord Harlech odnosił sukcesy w branży telewizyjnej. Był m.in. założycielem Harlech Television (HTV) oraz przewodniczącym British Board of Film Classification.
Był przeciwnikiem naftowej polityki rządu. Pewnego razu stwierdził, że byłaby to wielka tragedia, gdyby historia rasy ludzkiej sprowadziła się do opowieści małpie bawiącej się pudełkiem zapałek i benzyną.

## Rodzina
9 lutego 1940 r. poślubił Sylvię Thomas (1925–1967), córkę Hugh Lloyda Thomasa i Guendaline Ady Bellew, córki Richarda Bellewa. David i Sylvia mieli razem dwóch synów i trzy córki:
- Julian Hugh Ormsby-Gore (23 grudnia 1940 – 1974), popełnił samobójstwo
- Jane Theresa Denyse Ormsby-Gore (ur. 13 grudnia 1942), żona Michaela Raineya, ma dzieci
- Victoria Mary Ormsby-Gore (ur. 20 listopada 1946), żona Juliana Lloyda, ma dzieci
- Alice Magdalen Sarah Ormsby-Gore (22 kwietnia 1952 – 17 kwietnia 1995)
- Francis David Ormsby-Gore (ur. 13 marca 1954), 6. baron Harlech

W 1969 r. ożenił się z Pamelą Colin. Ma z nią jedną córkę:
- Pandora Ormsby-Gore (ur. 1972)